# پریچهر مصباح
پریچهر مصباح (متولد ۱۹۵۹؛ فارسی: پریچهر مصباح‎) یک شاعر و نویسنده معاصر ایرانی است. او دختر غلامحسین مصباح و بانو حسنیه عدیدی است. در طول هفت سال فعالیت هنری خود، مصباح چهارده کتاب منتشر کرده است. در دو سال گذشته، او مصاحبه‌های متعددی با روزنامه‌های رسمی کشور، از جمله ایران، عصر آزادی و اقتصاد نوین داشته است. در ۱ مارس ۲۰۲۴، او مصاحبه‌ای با خبرگزاری جمهوری اسلامی ایران (ایرنا) و همچنین مصاحبه‌ای دیگر با خبرگزاری رسمی کافه معدن انجام داد. علاوه بر این، در ۱۲ مارس ۲۰۲۴، هشت مقاله از او در وب‌سایت خبری سیویلیکا نمایه و منتشر شد.

## زندگی اولیه
پریچهر مصباح در سال ۱۹۵۹ در شهر کرج متولد شد. او دختر غلامحسین مصباح و بانو حسنیه عدیدی است.

## حرفه
در طول هفت سال فعالیت هنری خود، مصباح چهارده کتاب منتشر کرده است. در دو سال گذشته، او مصاحبه‌های متعددی با روزنامه‌های رسمی کشور، از جمله ایران، عصر آزادی و اقتصاد نوین داشته است. در ۱ مارس ۲۰۲۴، او مصاحبه‌ای با خبرگزاری جمهوری اسلامی ایران (ایرنا) و همچنین مصاحبه‌ای دیگر با خبرگزاری رسمی کافه معدن انجام داد. علاوه بر این، در ۱۲ مارس ۲۰۲۴، هشت مقاله از او در وب‌سایت خبری سیویلیکا نمایه و منتشر شد.

## آثار
مصباح مهارت چشمگیری در ادبیات مدرن فارسی از خود نشان داده است و آثار گسترده‌اش بیانگر تنوع و عمق او به عنوان یک نویسنده است. در طول دوران حرفه‌ای خود، او چهارده کتاب در ژانرها و سبک‌های مختلف نوشته است که بیانگر توانایی‌های گسترده او است. اشعار او به دلیل شدت عاطفی، تصویرسازی‌های زنده و بینش‌های فلسفی عمیقش شناخته شده‌اند و جایگاه برجسته‌ای در ادبیات معاصر ایران به دست آورده است. توانایی او در خلق روایت‌های پیچیده و برانگیختن احساسات عمیق در خوانندگان، مهارت بی‌نظیر او در هنر نویسندگی را نشان می‌دهد.